# Campionati mondiali di beach volley 2019
I campionati del mondo di beach volley 2019 sono stati la dodicesima edizione dell'omonima competizione e si sono svolti presso il Am Rothenbaum di Amburgo, in Germania, da venerdì 28 giugno 2019 - lunedì 7 luglio.

## Partecipanti
Hanno preso parte al torneo 48 coppie per il settore femminile e 48 per quello maschile, per un totale di 96 coppie.

## Sorteggio e formula
Il sorteggio è stato fatto a Amburgo, in Germania, il 4º giugno 2019.
Nella fase a gironi, le coppie si affronteranno con la formula del round robin e verranno suddivise in 12 pool da quattro. In questa fase, la classifica verrà stabilita dai punti, dal quoziente set e dal quoziente punti.
Le prime due squadre classificate di ogni raggruppamento e le quattro migliori terze avevano staccato il pass per la fase ad eliminazione diretta. Le rimanenti otto terze classificate formeranno un tabellone dal quale usciranno le ultime quattro qualificate ai sedicesimi. Dopo i sedicesimi di finale, la fase ad eliminazione diretta proseguirà poi con gli ottavi, i quarti, le semifinali e le finali.
L’appuntamento clou della stagione pre olimpica riserverà anche la possibilità, per le coppie vincitrici, di staccare il pass per Tokyo 2020.

## Podi

### Uomini
| Evento                     | Oro                                | Argento                  | Bronzo               |
| Torneo maschile (dettagli) | Russia Stojanovskij e Krasil'nikov | Germania Thole e Wickler | Norvegia Mol e Sørum |

### Donne
| Evento                      | Oro                           | Argento                        | Bronzo                     |
| Torneo femminile (dettagli) | Canada Pavan e Humana-Paredes | Stati Uniti Klineman e A. Ross | Australia Clancy e Artacho |

## Medagliere

### Medagliere complessivo
| Posiz. | Nazione     | Oro | Argento | Bronzo | Totale |
| ------ | ----------- | --- | ------- | ------ | ------ |
| 1      | Russia      | 1   | 0       | 0      | 1      |
| 1      | Canada      | 1   | 0       | 0      | 1      |
| 2      | Germania    | 0   | 1       | 0      | 1      |
| 2      | Norvegia    | 0   | 1       | 0      | 1      |
| 3      | Stati Uniti | 0   | 0       | 1      | 1      |
| 3      | Australia   | 0   | 0       | 1      | 1      |
| Total  | Total       | 2   | 2       | 2      | 6      |

## Montepremi e punti
Il montepremi complessivo era di 1 milione di dollari (500.000 $ per ciascun torneo). Questa è stata la suddivisione di montepremi e punti in base alla classifica finale:
- 1º posto: 60.000 dollari
- 2º posto: 45.000 dollari
- 3º posto: 35.000 dollari
- 4º posto: 28.000 dollari
- 5º posto (4 squadre): 18.000 dollari (Tot.72.000)
- 9º posto (8 squadre): 11.000 dollari (Tot. 88.000)
- 17º posto (16 squadre): 7.000 dollari (Tot.112.000)
- 33º posto (4 squadre): 4.800 dollari (Tot.19.200)
- 37º posto (12 squadre): 3.400 dollari (Tot. 40.800)

Totale 500.000 dollari
- 1º posto: 800 punti (per atleta)
- 2º posto: 720 punti
- 3º posto: 640 punti
- 4º posto: 560 punti
- 5º posto: 480 punti
- 9º posto: 400 punti
- 17º posto: 320 punti
- 33º posto: 160 punti
- 37º posto: 80 punti